# بنجامین شوسلر
بنجامین شوسلر (انگلیسی: Benjamin Schüßler؛ زادهٔ ۴ مهٔ ۱۹۸۱) بازیکن فوتبال اهل آلمان است.
از باشگاه‌هایی که در آن بازی کرده‌است می‌توان به باشگاه فوتبال پادربورن، باشگاه فوتبال هولشتاین کیل، باشگاه فوتبال ماگدبورگ ۱، باشگاه فوتبال اسنابروک، و باشگاه فوتبال بروسیا مونشن‌گلادباخ اشاره کرد.